# Altocumulus

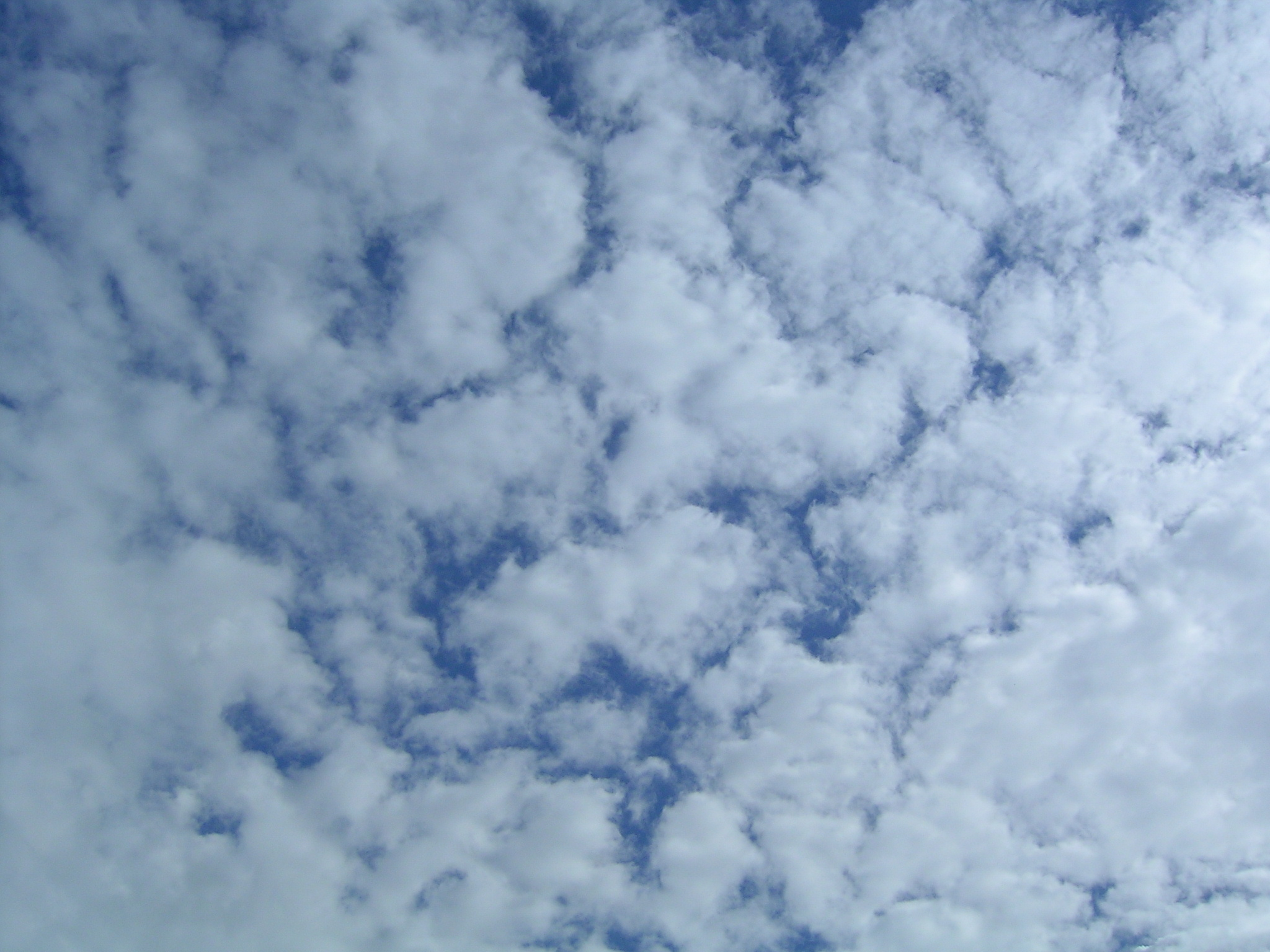
Altocumulus stratiformis (Ac str)

Altocumuli (lat. altum „Höhe“ und cumulus „Anhäufung“; Abk.: Ac) sind weiße und/oder graue Flecken, Felder oder Schichten von Wolken.

## Beschreibung

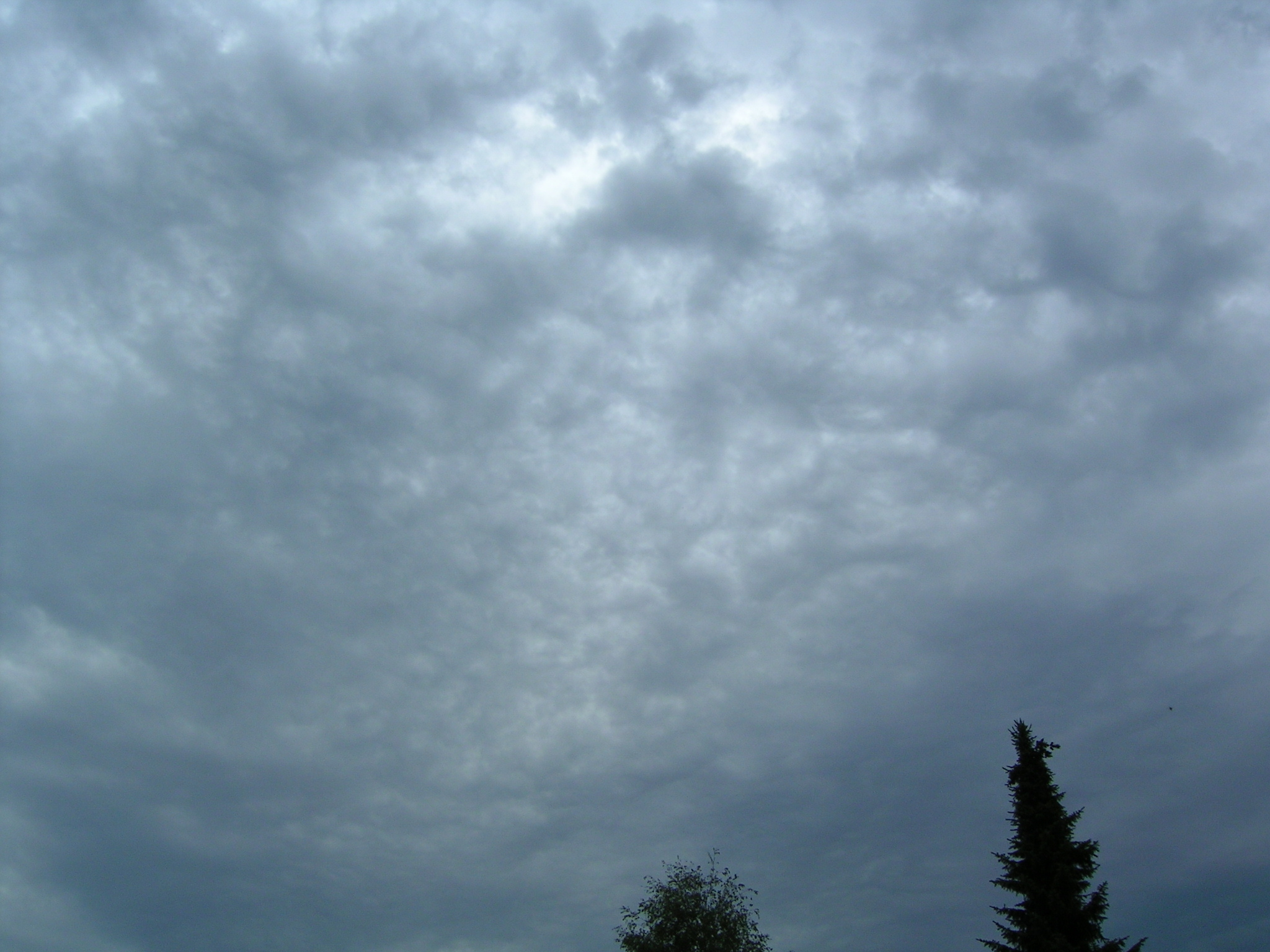
Altocumulus lacunosus

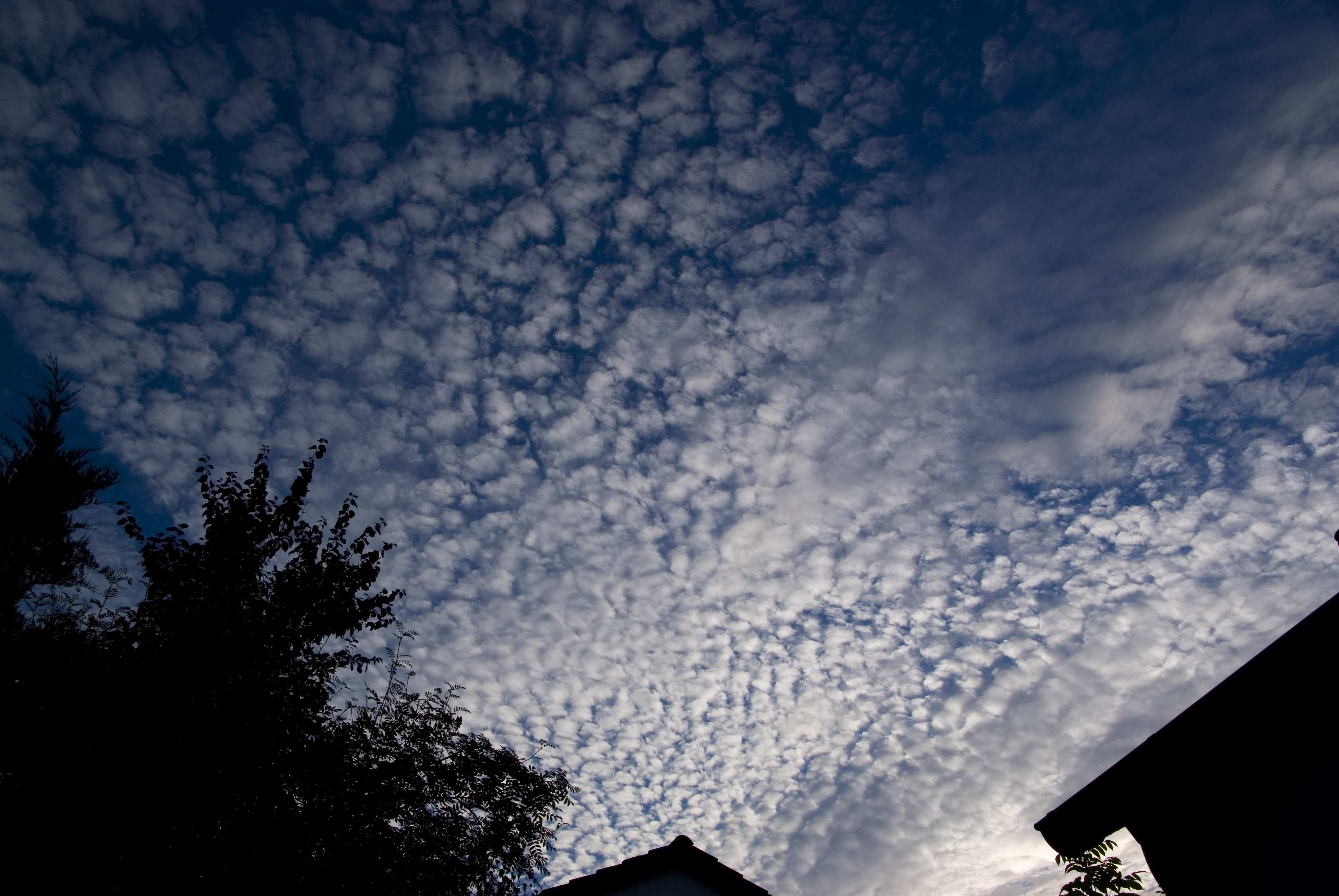
Altocumulus stratiformis Wolkenformation am Abend

Die Wolken bestehen aus schuppenartigen Teilen, Ballen, Walzen usw., die manchmal teilweise faserig oder diffus aussehen und zusammengewachsen sein können. Wegen der stärkeren Winde sind sie meist etwas länglicher, kleiner und stärker ausgefranst als niedrigere Wolken, sie sind aber trotz allem schwer von den Stratocumuli und Cirrocumuli zu unterscheiden. Einige Unterschiede gibt es trotzdem: erstens die Breite – Altocumuli sind bis drei Finger breit (bei ausgestrecktem Arm), alle Haufenschichtwolken, die größer sind, sind dann eben Stratocumuli, und die Cirrocumuli sind weniger als einen Finger breit – und zweitens der Eigenschatten – beim Cirrocumulus tritt er nicht auf. Somit werden Wolken ohne Eigenschatten Altocumulus genannt, wenn der größere Teil der Wolkenteile ein bis drei Finger breit ist.
Spezielle Arten von Altocumulus sind stratiformis, lenticularis, castellanus und floccus, sowie die Unterarten translucidus, perlucidus, opacus, duplicatus, undulatus, radiatus und lacunosus. Für Sonderformen, Begleit- und Mutterwolken siehe den Artikel Wolke.
Altocumulus können Sonnenstrahlen derart reflektieren, dass trotz bewölktem Himmel stärkere UV-Strahlung die Erdoberfläche erreicht als an einem wolkenfreien Tag. Dies kann zu hohen UV-Indizes führen und folglich, trotz bedecktem Himmel, zu einer unerwartet hohen Belastung für die Haut (Sonnenbrandgefahr).

## Geschichte
Die Wolkengattung Altocumulus wurde 1855 von Émilien Renou erstmals benannt und schließlich in die international gültige Wolkenklassifikation aufgenommen.

## Physikalischer Aufbau und Erscheinungsform
- Altocumulus besteht überwiegend und fast immer aus Wassertröpfchen. Bei sehr niedrigen Temperaturen können sich jedoch auch Eiskristalle bilden.
- Altocumulus tritt zumeist in Form eines ausgedehnten Feldes auf, das aus einzelnen, ziemlich regelmäßig angeordneten Wolkenteilen (Wölkchen) besteht (stratiformis). Manchmal nehmen die Wölkchen auch die Form langgestreckter, paralleler Walzen an, die durch scharf begrenzte, wolkenlose Bahnen voneinander getrennt sein können. In sehr seltenen Fällen gibt es bei Altocumulus-Feldern auch kleine, mehr oder wenige regelmäßig verteilte, runde, vielfach mit fransenartigen Rändern versehene Lücken, wodurch das Aussehen eines Netzes oder einer Honigwabe hervorgerufen wird (lacunosus). Altocumulus-Felder treten häufig gleichzeitig in zwei oder mehreren Höhen auf (duplicatus).
- Altocumulus kommt auch in linsen- oder mandelförmigen Bänken vor, die oft sehr langgestreckt sind und deutlich ausgeprägte Umrisse haben (lenticularis). Diese Bänke bestehen entweder aus kleinen, dicht beieinander liegenden Wolkenteilen oder aus einer einzigen, mehr oder weniger glatt aussehenden Wolke. Im letzteren Falle sind deutliche Eigenschatten vorhanden.
- In selteneren Fällen kommt Altocumulus in Form kleiner, isolierter Büschel vor, deren untere Teile etwas zerfranst sind (floccus). Bei diesen Wolken treten häufig faserige Schleppen auf. Eine andere, ebenso seltene Form von Altocumulus sieht aus wie eine Reihe von Türmchen, die aus einer gemeinsamen, horizontalen Basis herauswachsen (castellanus).
- Die Lichtdurchlässigkeit von Altocumulus-Wolken weist beträchtliche Unterschiede auf. In einigen Fällen lässt sich durch den größeren Teil der Wolke hindurch die Stellung der Sonne bestimmen (translucidus, perlucidus). In anderen Fälle ist die Wolke so dicht, dass die Sonne völlig verdeckt ist (opacus). Dichte Altocumulus-Schichten können eine unebene Unterseite haben, gegen die sich einzelne Wolkenteile deutlich reliefartig abheben. Fast stets ist bei Altocumulus etwas Eigenschatten zu erkennen. Auch Korona-Bildung oder Irisieren wird bei Altocumulus häufig beobachtet.
- Kristalle, die aus Altocumulus fallen, können Halo-Erscheinungen in Form von Nebensonnen oder Lichtsäulen hervorrufen.

## Entstehung
Altocumulus
- entsteht häufig am Rande einer ausgedehnten Luftschicht bei Hebung oder auch bei Turbulenz bzw. Konvektion im mittleren Wolkenstockwerk.
- kann auch entstehen durch Ausweiten oder Anwachsen wenigstens einiger Wolkenteile eines Cirrocumulus-Feldes, durch Aufbrechen einer Stratocumulus-Schicht oder durch Umbildungsvorgänge bei Altostratus oder Nimbostratus.
- bildet sich auch bei Ausbreitung von Cumulus- oder Cumulonimbus-Wolken
- in Linsen- oder Mandelform entsteht gewöhnlich bei lokaler, orographisch bedingter Hebung einer Schicht feuchter Luft.

## Unterschiede zu

### Cirruswolke
Bei Altocumulus entstehen manchmal herabhängende, faserig aussehende Schleppen (Virga). Solange das vollständige Aussehen nicht faserig oder seidig schimmernd ist, werden die Wolken Altocumulus und nicht Cirrus genannt.

### Cirrocumulus
Altocumulus kann bisweilen mit Cirrocumulus verwechselt werden. In Zweifelsfällen wird die Wolke, falls Eigenschatten auftreten, definitionsgemäß als Altocumulus bezeichnet, auch dann, wenn die Wolkenteile eine Breite von weniger als 1 Grad haben. Wolken ohne Eigenschatten gelten definitionsgemäß noch als Altocumulus, falls die meisten der regelmäßig angeordneten Wolkenteile bei einem Beobachtungswinkel von mehr als 30 Grad oberhalb des Horizontes eine Breite von 1–5 Grad haben.
An dünnen Teilen von Altocumulus wird häufig Korona-Bildung und Irisieren beobachtet, jedoch nur selten bei Cirrocumulus.

### Altostratus
Eine Altocumulus-Schicht kann manchmal mit Altostratus verwechselt werden; in Zweifelsfällen werden die Wolken als Altocumulus bezeichnet, sofern irgendwelche Anzeichen von schuppenartigen Teilen, Ballen, Walzen usw. vorhanden sind.

### Cumulus
Altocumulus in Form verstreut liegender Büschel kann mit kleinen Cumulus-Wolken verwechselt werden; die Altocumulus-Büschel haben jedoch häufig faserige Schleppen (Virga) und sind darüber hinaus in der Mehrzahl kleiner als die Cumulus-Wolken.